# Ring nr O1 (Aarhus, Dania)
Droga O1 (duń. Ring 1) – jeden z duńskich drogowych pierścieni, znajdujący się w całości na obszarze miasta Aarhus, biegnąc wokół jego centrum. Droga O1 klasyfikowana jest jako drugorzędna (duń. Sekundærrute).